# Durbania amakosa
Durbania amakosa är en fjärilsart som beskrevs av Henry Trimen 1862. Durbania amakosa ingår i släktet Durbania och familjen juvelvingar. Inga underarter finns listade i Catalogue of Life.